# Rob Kearney
Robert Kearney (Dublino, 26 marzo 1986) è un rugbista a 15 irlandese, estremo dei Western Force.

## Biografia
Cresciuto a Dundalk, nella Louth, Kearney fu inizialmente dedito al calcio gaelico, disciplina nella quale raggiunse, a 17 anni, la finale del campionato di contea; in tale periodo, tuttavia, già la provincia rugbistica di Leinster lo teneva sotto osservazione e lo ingaggiò nelle sue giovanili.
Esordì in prima squadra in Celtic League 2005-06 a 18 anni, e già un anno dopo era stato convocato in Nazionale irlandese nel corso dei test di preselezione alla Coppa del Mondo di rugby 2007 in Francia, alla quale tuttavia non prese parte; nel 2008 giunse il debutto nel Sei Nazioni a Dublino contro l'Italia, e più avanti il titolo di Celtic League con Leinster.
Nel 2009 vinse il Sei Nazioni con il Grande Slam e si laureò per la prima volta campione d'Europa, per poi terminare la stagione con la convocazione da parte del C.T. dei British Lions Ian McGeechan al tour in Sudafrica del giugno-luglio successivo; in tale occasione disputò tutti e tre i test match della serie contro gli Springbok, persa dai Lions per due incontri a uno.
Nel 2011, dopo avere vinto il suo secondo titolo europeo con Leinster, prese parte alla Coppa del Mondo in Nuova Zelanda, dove l'Irlanda giunse fino ai quarti di finale.
Vinse il suo terzo titolo europeo, secondo consecutivo, nel 2012 e l'anno successivo si aggiudicò la Challenge Cup e il Pro12, oltre a prendere parte al suo secondo consecutivo tour dei British Lions, nell'occasione in Australia; in tale tour non prese parte ad alcun test match ma fu schierato solo negli incontri infrasettimanali.

## Palmarès
- Pro14: 6
Leinster: 2007-08, 2012-13, 2013-14, 2017-18, 2018-19, 2019-20
- Heineken Cup: 3
Leinster: 2008-09, 2010-11, 2011-12
- Champions Cup: 1
Leinster: 2017-18
- Challenge Cup: 1
Leinster: 2012-13